# المافيا بالبلغارية
المافيا البلغارية هو مصطلح عام يشير للمنظمات الإجرامية التي تتخذ من بلغاريا مقر لها وتغلب على تلك المنظمات مواطنين بلغاريين.

## إنتشارهم
تنتشر المافيا البلغارية بشكل كبير في أنحاء أوروبا الغربية، وتشتهر المافيا البلغارية بالإتجار بالمخدرات والأسلحة وعرف عنها أنها تتعاون مع المافيا التركية بنفس المجال.
وتشتهر أيضًا المافيا البلغارية في أنشطة إجرامية أخرى مثل الإتجار بالبشر والقمار والدعارة والابتزاز وغسيل الأموال، وازدهرت فيها عمليات تهريب البشر بعد أزمة اللاجئين القادمين من الشرق الأوسط.